# Tomáš Rylek
Tomáš Rylek (* 26. července 1971) známý pod přezdívkou T. R. C. je programátor. Je autorem obrazovkových monitorů strojového kódu pro Sinclair ZX Spectrum Mikromon, Milimon, Pikomon a VAST a assembleru Pikasm. Programování her se příliš nevěnoval. V roce 1985 se podílel na vývoji hry Space Saving Mission. V roce 1987 vydal hry Star Fly a Star Swallow. Společně s Knopsoftem rovněž v roce 1987 vytvořili loader pro textovou hru Karla Papíka Bad Night.
Společně s Miroslavem Fídlerem (Cybexlab) a Františkem Fukou (Fuxoft) tvořili programátorskou skupinu Golden Triangle. V rámci Golden Triangle nejprve všichni tři programovali své vlastní hry, později ale na programování her začali spolupracovat, Tomáš Rylek dodělal poslední úrovně do hry Tetris 2 Františka Fuky a po revoluci předělal hru Belegost na další platformy. Po roce 1989 z Golden Triangle zůstal známým pouze František Fuka, Miroslav Fídler s Tomášem Rylkem zmizeli z veřejného života.
Středoškolské vzdělání získal na Gymnáziu Wilhelma Piecka (zaměření matematika), vystudoval obor výpočetní technika na Fakultě elektrotechnické ČVUT, studium dokončil 17. října 1995.
V roce 2017 byl Tomáš Rylek společně s Františkem Fukou a Miroslavem Fídlerem v rámci České hry roku 2016 uveden do Síně slávy českých her.